# 金主爱
金主爱（朝鲜语： Kim Ju Ae /朝鲜语： Kim Ju Ye，2013年2月19日—），一譯金朱愛、金珠爱，是朝鮮勞動黨總書記、朝鲜国务委员长金正恩與其妻子李雪主的女兒。2013年，英国《衛報》引述訪問朝鮮後的NBA球星丹尼斯·罗德曼後的訪問首次公開其存在。2022年11月18日，一名疑似金主愛的少女陪同金正恩参观朝鲜新型导弹试射，这是金正恩的子女首次公开露面。
朝鲜脱北外交官李日圭称，据他了解，金正恩女儿的名字不是金主爱，而是金主叡（김주예），即“成为明智的主人”之意。而韓國國情院前情報員崔秀容則稱金珠愛為假名，真名為金恩珠（김은주）。

## 公開活動
- 2022年11月18日，见证朝鲜战略武装力量於平壤國際機場的新型洲际弹道导弹试射[4][9]。
- 2022年11月27日，出現在金正恩與開發洲際彈道飛彈（ICBM）火星-17有功者的紀念合照[10]。韓國世宗研究所北韓研究中心主任鄭成長認為，《勞動新聞》19日刊出照片時將其稱為「親愛的女兒」，其後改稱「宝贵女儿」，她成為正式接班人的可能性高。[11][12][10]
- 2023年2月7日，参加朝鲜人民军建军75周年庆祝活动，走访、视察朝鲜人民军将领的宿舍，到羊角岛国际饭店出席晚宴。朝中社在报道中称她为“尊敬的女儿”[13]。
- 2023年11月23日，万里镜1号卫星发射成功后的纪念演讲会称其为“朝鲜的新星”女将军。[14]
- 2025年6月24日，金正恩出席位于朝鲜东部江原道元山市的葛麻海岸旅游区的竣工庆祝仪式，女儿金主爱与夫人李雪主陪同[15]。

## 外界分析
2024年1月4日，韩国国家情报院初步研判，金主爱是现阶段最有力的接班人，从金主爱进入公众视线以来的活动以及朝方对其给予的礼遇来看，当前金主爱為最有力的接班人。然而，其父親金正恩尚年轻，無重大健康问题，尚有诸多变数，因此国情院不排除任何可能性。